# Elena Bogdan
Elena Bogdan (Craiova, 28 de marzo de 1992) es una jugadora de tenis profesional rumana. Su mayor ranking en la WTA fue el No. 151, alcanzado el 18 de julio de 2011, mientras que su mejor ranking en dobles fue 79, alcanzado el 8 de junio de 2015. Ella no tiene ninguna relación aparente con Ana Bogdan.

## Títulos WTA

### Dobles (1)
| Leyenda               |
| --------------------- |
| Grand Slam (0)        |
| Juegos Olímpicos (0)  |
| WTA Championships (0) |
| Premier Mandatory (0) |
| Premier 5 (0)         |
| Premier (0)           |
| International (1)     |

| N.º | Fecha               | Torneos  | Superficie    | Pareja            | Oponentes                    | Resultado        |
| --- | ------------------- | -------- | ------------- | ----------------- | ---------------------------- | ---------------- |
| 1.  | 13 de julio de 2014 | Bucarest | Tierra batida | Alexandra Cadanțu | Çağla Büyükakçay Karin Knapp | 6-4, 3-6, [10-5] |